# Armeni (Creta)
Armeni (grec: Δήμος Αρμένων, Dimos Arménon) és un municipi situat a l'oest de l'illa grega de Creta, a la prefectura de Khanià.